# Loiron-Ruillé
Loiron-Ruillé es una comuna nueva francesa situada en el departamento de Mayenne, de la región de Países del Loira.

## Historia
Fue creada el 1 de enero de 2016, en aplicación de una resolución del prefecto de Mayenne de 12 de noviembre de 2015 con la unión de las comunas de Loiron y Ruillé-le-Gravelais, pasando a estar el ayuntamiento en la antigua comuna de Loiron.

## Demografía
| Gráfica de evolución demográfica de Loiron-Rouillé entre 1800 y 2013 |
|                                                                      |

Los datos entre 1800 y 2013 son el resultado de sumar los parciales de las dos comunas que forman la nueva comuna de Loiron-Ruillé, cuyos datos se han cogido de 1800 a 1999, para las comunas de Loiron y Ruillé-le-Gravelais de la página francesa EHESS/Cassini. Los demás datos se han cogido de la página del INSEE.

## Composición
| Comuna delegada     | Código INSEE | Población (2013) | Superficie (km²) | Densidad (hab./km²) |
| ------------------- | ------------ | ---------------- | ---------------- | ------------------- |
| Loiron              | 53137        | 1539             | 22.92            | 67                  |
| Ruillé-le-Gravelais | 53194        | 922              | 16.94            | 54                  |